# 10. Sinfonie (Mahler)
Die 10. Sinfonie ist eine unvollendete Sinfonie von Gustav Mahler. Sie ist das letzte Werk des Komponisten (wohingegen die 9. Sinfonie das letzte vollendete Werk darstellt). Ab der zweiten Hälfte des 20. Jahrhunderts gab es von verschiedenen Personen Versuche, sie zu vervollständigen.

## Entstehung
Gustav Mahler begann im Juli 1910, kurz nach Vollendung (Reinschrift) seiner neunten, an einer zehnten Sinfonie zu arbeiten, die fünf Sätze umfassen und in der Tonart Fis-Dur geschrieben sein sollte. Mahler konnte die Partitur nicht vollenden – er stellte die Arbeit bereits im September 1910 wieder ein und konnte sie dann wegen der Arbeitsbelastung und seiner angegriffenen Gesundheit bis zu seinem Tod 1911 nicht wieder aufnehmen. Jedoch wurden zunächst der erste Satz, ein Adagio, und der dritte, genannt Purgatorio, von Ernst Krenek nach den Entwürfen in eine aufführungsreife Form gebracht und am 12. Oktober 1924 von Franz Schalk an der Wiener Staatsoper uraufgeführt. Die Partitur dieser beiden Sätze wurde 1951 veröffentlicht. Ein Faksimile, herausgegeben von Alma Mahler, erschien bereits 1924.
Gustav Mahlers Arbeit an seinen Werken verlief gewöhnlich in mehreren Stufen: Nach den ersten Skizzen wurde ein Werk zunächst im Particell auf drei bis fünf Notensystemen ausgearbeitet und dann in einen Partiturentwurf übertragen. Bei der anschließenden Reinschrift erfolgten gewöhnlich weitere Umarbeitungen, und vor der Drucklegung wurden die Stichvorlagen nochmals korrigiert und instrumentationstechnische Retuschen eingearbeitet, die sich meist aus den Erfahrungen der ersten Aufführungen ergaben.
Keiner der fünf Sätze der 10. Sinfonie hat das Stadium der Partitur-Reinschrift erlangt. Lediglich der erste und zweite Satz sowie 30 Takte des dritten Satzes existieren als Partiturentwurf. Doch nur der Entwurf des ersten Satzes (Adagio) ist so weit instrumentiert, dass er ohne weitere Zusätze von fremder Hand gespielt werden kann. Dennoch handelt es sich hierbei nicht um eine Schlussfassung. Die Sinfonie liegt jedoch vollständig im Particell vor, sodass Deryck Cooke mit einer gewissen Berechtigung feststellen konnte, es handle sich bei der Sinfonie nicht um ein Fragment, sondern um einen Torso sui generis.

## Aufbau
Der Entwurf für die vollständige Sinfonie sieht folgenden Aufbau vor:
1. Adagio: 275 Takte in Particell und Partiturentwurf
2. Scherzo. Schnelle Viertel: 522 Takte in Particell und teilweise als Partiturentwurf
3. Purgatorio. Allegretto moderato: 170 Takte in Particell, davon die ersten 30 auch in Partiturentwurf
4. [Scherzo] Allegro pesante. Nicht zu schnell: 579 Takte in Particell
5. Finale. Langsam, schwer: 400 Takte in Particell

Gustav Mahlers 10. Sinfonie sollte in den weit ausgreifenden Außensätzen ein großer autobiografischer Schmerz- und Klagegesang werden, worauf viele Annotationen in der Partitur hinweisen. Nach der Skizzierung der ersten beiden Sätze erfuhr Mahler vom Verhältnis seiner Gattin Alma mit dem Architekten Walter Gropius, was ihn in tiefe Verzweiflung stürzte. In dieser Zeit skizzierte er noch die restlichen drei Sätze und begann mit der Ausarbeitung in Partitur, die er nur im ersten Satz zum Abschluss brachte. Sehr lückenhaft ist seine Orchestrierung des zweiten und dritten Satzes. Auch der vierte und fünfte Satz liegen in teils nur äußerst rudimentär ausgeführten, jedoch ununterbrochen fortlaufenden, Skizzen vor.
Im Zentrum der fünfsätzigen Sinfonie steht ein kurzes Intermezzo (Purgatorio betitelt), welches von zwei Scherzi umgeben ist, die wiederum von den zwei umfangreichsten Sätzen (Adagio und Finale) umrahmt sind. Die Sinfonie ist also, von der Mitte aus gesehen, gespiegelt angelegt. Nach dem kontrastierenden Mittelteil hat Mahler einfach ein „da capo“ vorgeschrieben, was den späteren Bearbeitern eigentlich keine andere Wahl gelassen hätte, als den ersten Teil noch einmal zu zitieren.
Die typische Aufführungsdauer hängt von der benutzten Version ab und beträgt ca. 75 Minuten.

### 1. Satz – Adagio
Der erste Satz der Sinfonie, der am weitesten gediehen war, wurde als einziger in die Kritische Gesamtausgabe der Werke Gustav Mahlers aufgenommen und ist mittlerweile fester Bestandteil des Konzertrepertoires.
Nach der 9. Sinfonie, die im dreifachen Piano endete, zeigt das Adagio eine konsequente Weiterentwicklung. In der Mittellage, auf dem cis1 (gleichsam dem enharmonisch umgedeuteten Des-Dur-Schluss der Neunten) beginnt eine rezitativisch freie, entfernt an Tristan und Isolde erinnernde Linie der Bratschen. Ihre einstimmige Melodie wird an wichtigen Schnittpunkten noch mehrmals auftauchen. Diesem wägenden Andante-Beginn antwortet das eigentliche Adagio, das mit einer weitgezogenen Violinmelodie beginnt und später in ihrer Umkehrung fortgesetzt wird. Die Geigen führen zurück zum Bratschenunisono. Dieser zweite Neubeginn wird wieder vom Adagio aufgegriffen und gesteigert. Bemerkenswert ist die dichte Polyphonie, die Mahler in diesem Satz aus einer einzelnen Linie aufbaut. Allmählich werden die Elemente beider Themen in einer Art Durchführung ineinander verwoben. In der Reprise scheint das Adagiothema mit seiner Umkehrung vereinigt. Die Musik scheint schließlich mit einem dreifachen Piano zu verebben, als ein gewaltiger Choral in as-Moll ertönt. Der Klang reduziert sich zunächst, türmt sich dann aber als dissonanter, Terzen aufschichtender Neuntonakkord auf – einzigartig in Mahlers Œuvre, was die Expressivität und die Harmonik anbelangt. Dieser Akkord bildet den eigentlichen Kulminations- und Wendepunkt des Satzes. Jens Malte Fischer schreibt, dass dieser berühmte Neuntonakkord (im 1. und 5. Satz) in Zusammenhang mit der Untreue von Mahlers Frau Alma mit dem Architekten Walter Gropius zu bringen ist. Es folgt ein Abgesang mit Fragmenten eines Chorals, aber auch der Bratschenbeginn und das Adagiothema tauchen auf, bevor die Musik verklingt.

### 2. Satz – Scherzo
Aufbau A-T-A‘-T‘-A‘‘-Coda (A‘‘‘-T‘‘-AIV)
Das erste der beiden Scherzi ist nur provisorisch und zum Ende hin fragmentarisch instrumentiert. Es steht außer Zweifel, dass Mahler noch vieles an dem – auch im vorliegenden Rohzustand zu seinen eigentümlichsten Scherzi zählenden – Satz geändert hätte. Formal kontrastiert ein A-Teil mit ständigen, fortwährende Erregung erzeugenden, Taktwechseln mit einem gemütlicheren, ländlerartigen B-Teil, der weitgehend im 3/4-Takt gehalten ist. Die gegensätzlichen Abschnitte sind bei der Wiederholung stark gekürzt; der Satz mündet in eine Coda, in der Elemente beider Teile zusammenkommen. Nie zuvor hatte Mahler wechselnde Metrik derartig obsessiv eingesetzt, was eine außergewöhnliche Konzentration auf das Rhythmische zur Folge hat.

### 3. Satz – Purgatorio
Aufbau: A-B-A('?)
Dieser schlicht aufgebaute Tanzsatz gehört mit seinen vier Minuten neben dem „Engelslied“ der 3. Sinfonie zu den kürzesten Sätzen Mahlers. Ursprünglich stand „Purgatorio oder Inferno“ darüber, bis Mahler die „Hölle“ durchstrich, sodass der Gedanke einer Läuterung bestehen blieb.
Trotz seiner Kürze steht das Purgatorium in der fünfsätzigen Konzeption an zentraler Stelle. Umrahmt von zwei Scherzi erinnert diese Disposition an Mahlers 7. Sinfonie, in der sich allerdings ein Scherzo im Zentrum zwischen zwei „Nachtmusiken“ befindet. Krenek hatte mit der Vervollständigung dieses Satzes vermutlich wenig Mühe, denn Mahler hatte ihn schlicht, fast liedhaft angelegt – mit einer wörtlichen Reprise, der ein großer Ausbruch des Orchesters im Mittelteil vorausgeht. Dessen scheinbar isoliertes Auftreten ordnet sich wie der Neuntonklang in den größeren Zusammenhang ein. Mahler hatte ihn als bedeutendes musikalisches Material für den vierten Satz vorgesehen.

### 4. Satz [Scherzo] – „Der Teufel tanzt [es] mit mir“
Das zweite Scherzo geht attacca ins Finale über, indem das auskomponierte rhythmische Verebben vom Forte-Schlag („Hammerschlag“) einer großen, vollständig abgedämpften Trommel abgefangen wird. Dieser Schlag ist zugleich der Impuls für den Finalbeginn und wird mehrfach wiederholt. Beide Sätze existieren nur als Skizzen mit gelegentlichen Angaben zur Instrumentation. Es entspricht dem dämonischen Typus Mahlerscher Musik, dass das Scherzo im Manuskript Mahlers Inschrift „Der Teufel tanzt es mit mir / Wahnsinn, fass mich an, Verfluchten! / vernichte mich / dass ich vergesse, dass ich bin! dass ich aufhöre, zu sein / dass ich ver[…]“ (das letzte Wort ist nicht ausgeschrieben) trägt, die Mahlers Verzweiflung über Alma Mahlers Seitensprung mit Walter Gropius widerspiegelt. Die Form dieses Stücks ist delirienhaft – unablässig wechseln bedrohliche Scherzo- und walzerartige Trio-Thematiken einander ab.

### 5. Satz – Finale
Der Anfang des Finales ist gespeist von der Motivik aus dem Purgatorio-Satz, die im schnellen Mittelteil verarbeitet wird. Die beiden weit ausschwingenden Kantilenen, die sodann von der Flöte beziehungsweise von den Geigen vorgestellt werden, prägen später den dritten Teil des fünften Satzes. Das Finale ist zugleich der ambitionierteste und unfertigste Teil von Mahlers 10. Sinfonie, da er nur eine einzige Stimme notiert oder diese lediglich mit ein paar einfachen Harmonien versehen hat. Es ist sicher, dass er hier nicht nur die vorhandene lineare Struktur vervollständigt, sondern sich auch im Vollendungsprozess zu mancher Veränderung entschlossen hätte. Die Form ist quasi dreiteilig: Der düsteren Introduktion folgt ein zentrales, wechselhaftes Allegro moderato, das durch massive Verbreiterung in die Rückkehr des Kopfsatzes mündet, welche als Höhepunkt und Verbindung zum breit dahinströmenden, weihevollen Abgesang fungiert. Der ganze Schlussabschnitt wirkt als Coda der gesamten Sinfonie.

## Versuche zur Vervollständigung
Nach dem Tod Mahlers galt es zunächst, Das Lied von der Erde und die 9. Sinfonie uraufzuführen. Erst in den 1920er Jahren veröffentlichte Alma Mahler große Teile der 10. Sinfonie als Faksimile. Sie hoffte in Zeiten der Inflation auf zusätzliche Tantiemen. Ihr Schwiegersohn Ernst Krenek bearbeitete das Adagio und das Purgatorio, deren Fassungen 1924 uraufgeführt wurden. Da die Mahler-Begeisterung aber bereits abgeebbt war, hatten die Werkausschnitte wenig Erfolg. Nach 1933 gab es nur noch einzelne Aufführungen in den USA. Erst im Zuge der Mahler-Renaissance ab etwa 1960 entstanden mehrere Rekonstruktionen des Gesamtwerks.
1960 stellte der englische Musikwissenschaftler Deryck Cooke eine erste, noch unvollständige Aufführungsfassung des ersten, dritten und fünften Satzes her, die von der BBC in einem aufsehenerregenden Rundfunkkonzert unter der Leitung von Berthold Goldschmidt ausgestrahlt wurde. 1964 stellte Cooke eine Aufführungsfassung der vollständigen Sinfonie vor, die zwar von vielen Interpreten (unter anderem Leonard Bernstein) strikt abgelehnt, seitdem aber von namhaften Orchestern und Dirigenten wie den Berliner Philharmonikern unter Simon Rattle in ihr Repertoire aufgenommen wurde (viele Schallplattenaufnahmen existieren, zuletzt auch eine CD der “Seattle Symphony” unter Thomas Dausgaard, die am 3. Juli 2016 vom Deutschlandradio ausführlich besprochen wurde.) Cooke überarbeitete seine Fassung später noch zweimal, von 1966 bis 1972 (veröffentlicht 1976), sowie von 1972 bis 1975 (veröffentlicht postum 1989).
Weitere Versuche zur Vervollständigung der Sinfonie stammen von Clinton Carpenter (1949, revidiert 1966), Hans Wollschläger (1954–1960, zurückgezogen), Joseph Wheeler (1953–1965), Remo Mazzetti (1989, revidiert 1997), Rudolf Barshai (2000), Nicola Samale und Giuseppe Mazzucca (2002) sowie von Yoel Gamzou (2004–2010), dem Gründer und künstlerischen Leiter des International Mahler Orchestra (IMO).
Die Uraufführung der neuesten Fassung von Gamzou erfolgte durch das „IMO“ unter seiner Leitung in Berlin am 5. September 2010, also genau 100 Jahre, nachdem Mahler die letzte Note daran geschrieben hatte.
Der britische Elektronik-Musiker Matthew Herbert arbeitete die Sinfonie im Jahr 2010 um. Das Ergebnis erschien auf der CD Recomposed by Matthew Herbert. Mahler Symphony X.

## Ausgaben
- Gustav Mahler: X. Symphonie. Faksimile nach der Handschrift. Paul Zsolnay, Wien / München 1924, OCLC 80189654.
- Erwin Ratz (Hrsg.): Gustav Mahler. X. Symphonie. Faksimile nach der Handschrift. Walter Ricke, München 1967, OCLC 498551761.
- Deryck Cooke (Hrsg.): Gustav Mahler. Symphony No. 10: Full Score. 2. Auflage. Faber Music, London 1989, ISBN 0-571-51094-9.
- Rudolf Barshai (Hrsg.): Gustav Mahler. Symphonie Nr. 10 Rekonstruktion und Orchestrierung nach Mahlers Entwurf von Rudolf Barshai (2001). Universal Edition, Wien 2000, ISMN 979-0-008-07641-1 (Suche im DNB-Portal).
- Yoel Gamzou (Hrsg.): Gustav Mahler. Symphonie Nr. 10 für großes Orchester. Realisation und Weiterentwicklung der unvollendeten Skizzen. Konzertfassung. Schott, Mainz 2015, ISMN 979-0-001-19776-2 (Suche im DNB-Portal) (Verlagsinformation).